# Relações entre Bolívia e China
As relações entre Bolívia e China sãos as relações exteriores entre a Bolívia e a China, corretamente denominada República Popular da China. As relações começaram oficialmente em 9 de julho de 1985.

## História
Desde o estabelecimento das relações diplomáticas entre China e Bolívia em 1985, as relações se ampliaram desde os vínculos econômicos e culturais aos militares, transporte, infraestrutura, matérias-primas, educação e outras áreas.
Os dois países celebraram o 25° aniversário das relações diplomáticas em Pequim, em 9 de julho de 2010.
Em agosto de 2010, China e Bolívia concordaram em continuar desenvolvendo os laços militares e a cooperação.

## Relações bilaterais
O comércio bilateral começou com volumes muito baixos, em aproximadamente US$ 4 milhões. Isso aumentou para mais de US$ 27,76 milhões em 2002.
As exportações da China para a Bolívia incluem hardware, máquinas, bens industriais leves, têxteis e necessidades diárias.
As exportações bolivianas para a China foram de madeira e minério.
A China apoiou o estabelecimento da Agência Espacial Boliviana e o lançamento de seu primeiro satélite em 2014 por um custo total de US$ 300 milhões. China também fornece empréstimos, de 67 milhões de dólares para melhorar a infraestrutura na região de Oruro.
O Banco de Desenvolvimento da China também concedeu um empréstimo de 15.000 milhões de dólares ao governo boliviano para desenvolver o depósito de minério de ferro El Mutun.